# Grünlandtechnik
Die Grünlandtechnik beschreibt die eingesetzten Geräte zur Ernte von Grünfutter für die pflanzenfressenden Nutztiere.

## Grünfutternutzung

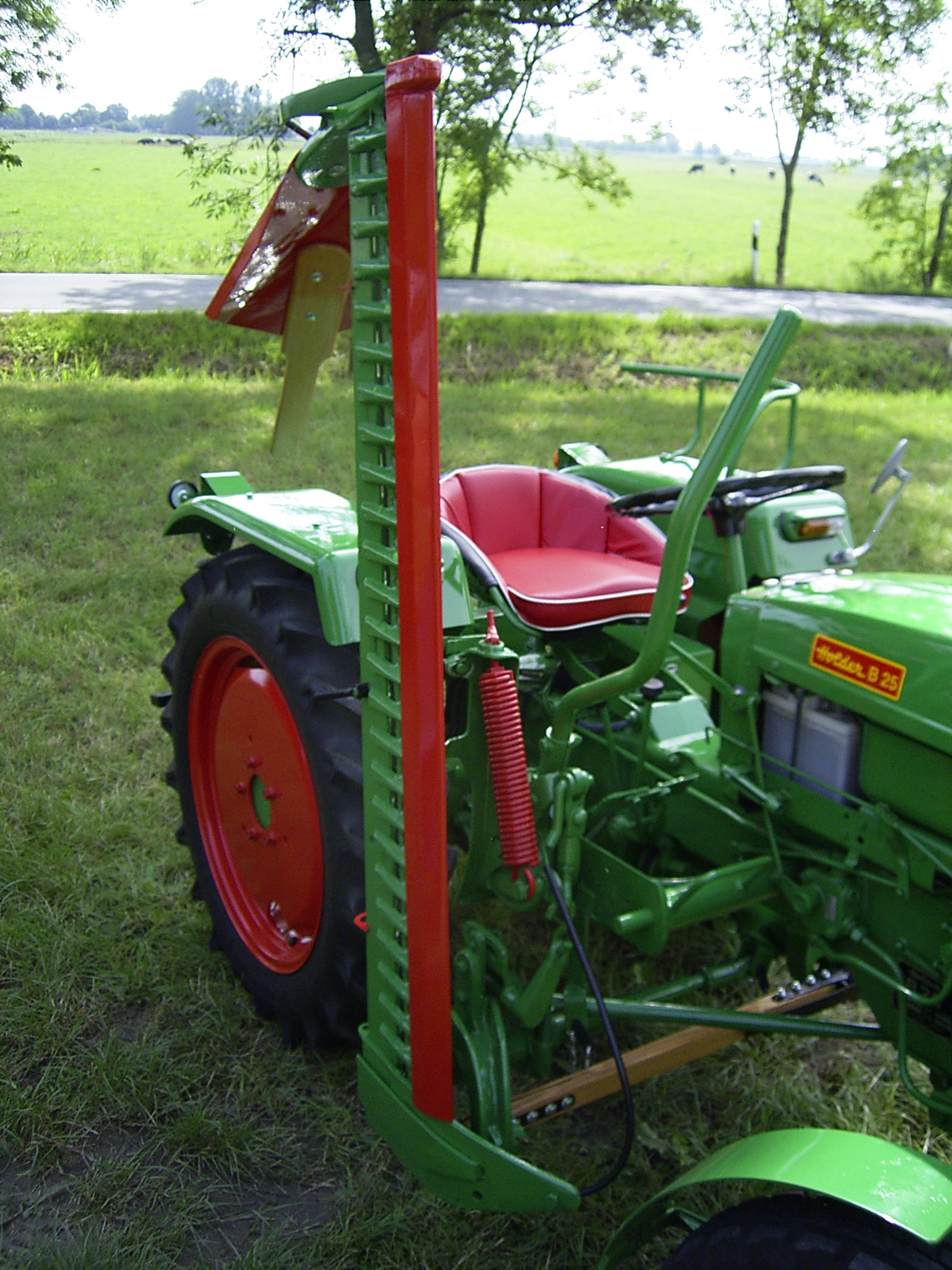
Balkenmähwerk an einem Traktor

Das tägliche Grünfutterholen während der Vegetationszeit war in früheren Zeiten anerkannte und übliche Praxis. Diese Art der Nutzung geht aber laufend zurück. Gemäht wurde anfangs mit der Sense, der Fuhrwagen wurde mit der Gabel beladen und von den Zugtieren gezogen. Kleinbauern benutzten einen Handkarren. Für diese Tätigkeiten wurden auf größeren Betrieben mehrere Arbeitsstunden pro Tag einkalkuliert. Mit Entwicklung der Fingermähwerke und des Schwadbleches begann die Mechanisierung der Grünfutternutzung. Durch die Erfindung des Ladewagens in den 1960er Jahren wurde schließlich die wirtschaftliche Vollmechanisierung erreicht. Die nötige Arbeitszeit konnte so auf 10 % im Vergleich zur Handarbeit verkürzt werden. Weitere Erfindung wie der Kreiselmäher oder das Verteilband am Ladewagen optimierten diese Erntekette mit der Zeit.

## Heuwerbung

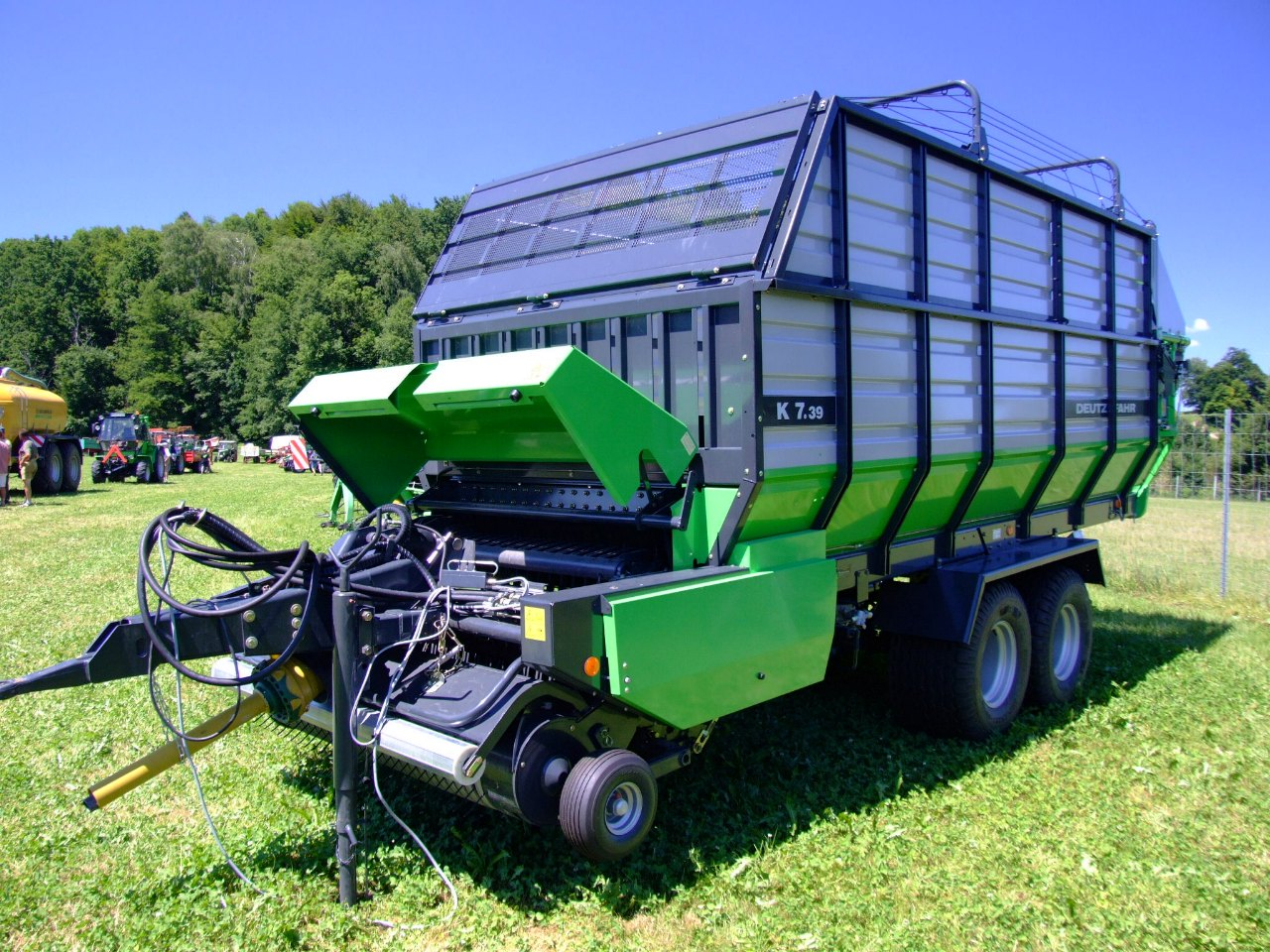
Ladwagen von Deutz-Fahr

Für die Sicherung der Ernährung der Tiere während des Winters war in der Vergangenheit die Gewinnung von Heu für meist mehr als 180 Tage notwendig. Nach dem Mahd mit der Sense wurde in früherer Zeit mit der Gabel das Gras gezettet (verteilt). Anschließend wurde es über mehrere Tage meist mit dem Rechen gewendet, bis der gewünschte Trocknungsgrad erreicht wurde. 
In Gebieten mit häufigen Niederschlägen wurde das Heu auf Heureiter gehängt, in denen es über mehrere Wochen trocknen konnte. Eingefahren wurde i. d. R. mit den Heuwagen, auch Leiterwagen genannt, auf den das Heu mit der Heugabel geladen wurde. In unwegsamen Gebieten wurde das Heu in große trockene Tücher oder Netze gepackt und dann auf der Schulter zur Lagerscheune getragen. Ins Tal wurde das Heu im Winter mit dem Schlitten transportiert. 
In die Scheune wurde ebenfalls mit der Heugabel in den Heustock eingelagert. Ab 1850 kamen die Grasmähmaschinen auf, die dann ab ca. 1900 von den Trommelwendern ergänzt wurden. Mit Einführung der kleinen Benzinmotoren ab etwa 1920 kamen bei Neubauten vermehrt Greifer zum Einsatz, die über Transmissionen und Flaschenzüge angetrieben wurden und das Abladen von Hand und Einlagern übernahmen. Ebenfalls ab 1920 wurden erste Motormäher entwickelt. 
Ein wesentlicher Schritt war die Einführung des Sternradrechens, der die maschinelle Schwadbildung für das Heu ermöglichte. Aufgenommen wurde das Heu dann mit Niederdruckpressen, die das Heu verdichtet auf einen Wagen schoben und das dort von Hand abgelegt wurde. Die Alternative waren die gebundenen Hochdruckkleinballen, die ebenfalls von Hand gestapelt wurden. 
Später mit Einführung der Ballenschleuder beschränkte sich die Handarbeit auf die Einlagerung in der Scheune, wobei dort mit Ballenaufzügen eine gewisse Erleichterung geschaffen wurde. Auf Kleinbetrieben wurde sogenannte Heuschwänze, großdimensionierte 2 m breite Heugabeln mit 1,5 m langen Zinken eingesetzt. Sie wurden an der Dreipunkthydraulik angebaut und wurden beladen, indem sie rückwärts fahrend den Heuschwad aufspießten. Die Entwicklung kleiner Traktoren ermöglichte die Verwendung von gezogenen Feldhächslern, die das Heu aufnahmen, zerkleinerten und auf einen geschlossenen Wagenaufbau bliesen. Die Einführung des Ladewagens 1961 führte zur enormen Einsparung von Arbeitszeit. Andere Mechanisierungsversuche zur Heubergung wie die Mehrfachlader verliefen damit im Sande. Die Heubergung mit dem Ladewagen wurde durch die Entwicklung der handbeschickten Heugebläse noch gefördert, da damit auch in alten, baulich ungünstigen Lagern eine ordentliche Befüllung gewährleistet wurde. Damit fielen die bis dahin benutzten Hächselgebläse in der Gunst der Landwirte weit zurück.
Ab ca. 1960 begann die Ära des Kreiselheuers, der alle anderen Formen und maschinellen Versuche des Heuzettens, -wendens und -lüftens weitgehend verdrängte. Diese Entwicklung ist bis heute nicht abgeschlossen. An dieses Kreiselprinzip anlehnend wurden die Kreiselschwader entwickelt und diese konnten sich in Europa als dominierende Schwadtechnik zu Lasten der Sternradschwader etablieren. Durch die Leistungssteigerung durch die neue Technik stieg die Flächenleistung und der Einsatz großer Kreiselmähwerke wurde möglich. Indessen ging in der Berge- und Einlagerungstechnik der Trend zur Vollmechanisierung. Mit der Leistungssteigerung der Traktoren wurden neue Pressverfahren eingeführt. Die Rundballenpressen wurden leistungsfähiger und der Einsatz von Frontladern mit hydraulischer Gerätebetätigung führte zum Aus der Heuwurfgebläse. Um die Lagerkapazitäten besser ausnutzen zu können und weil nun die entsprechende Schlepperleistung verfügbar ist, wird zurzeit verstärkt auf Quaderballen gesetzt.

## Gärfuttertechnik

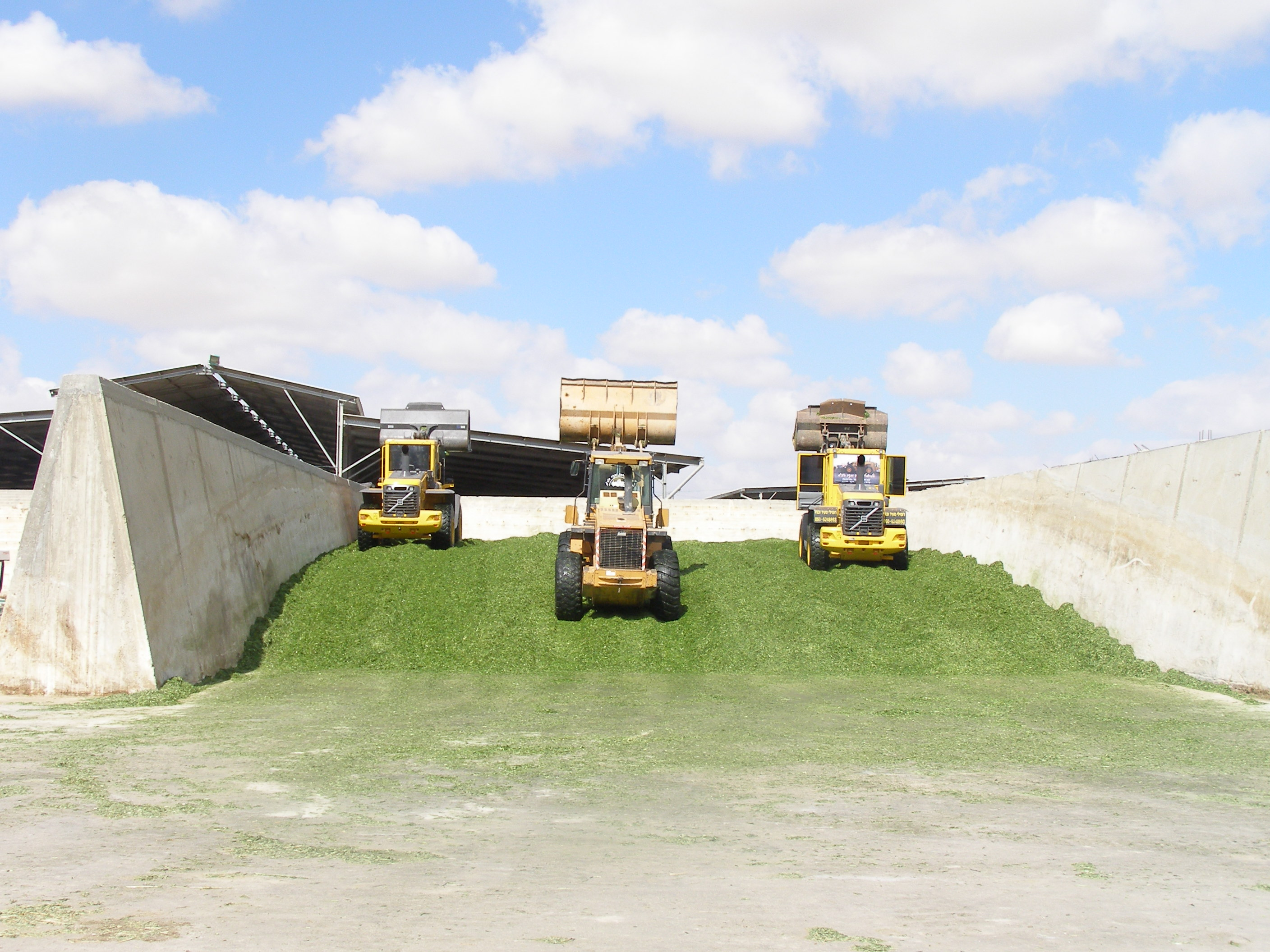
Silageeinlagerung in ein Flachsilo, auch Fahrsilo genannt

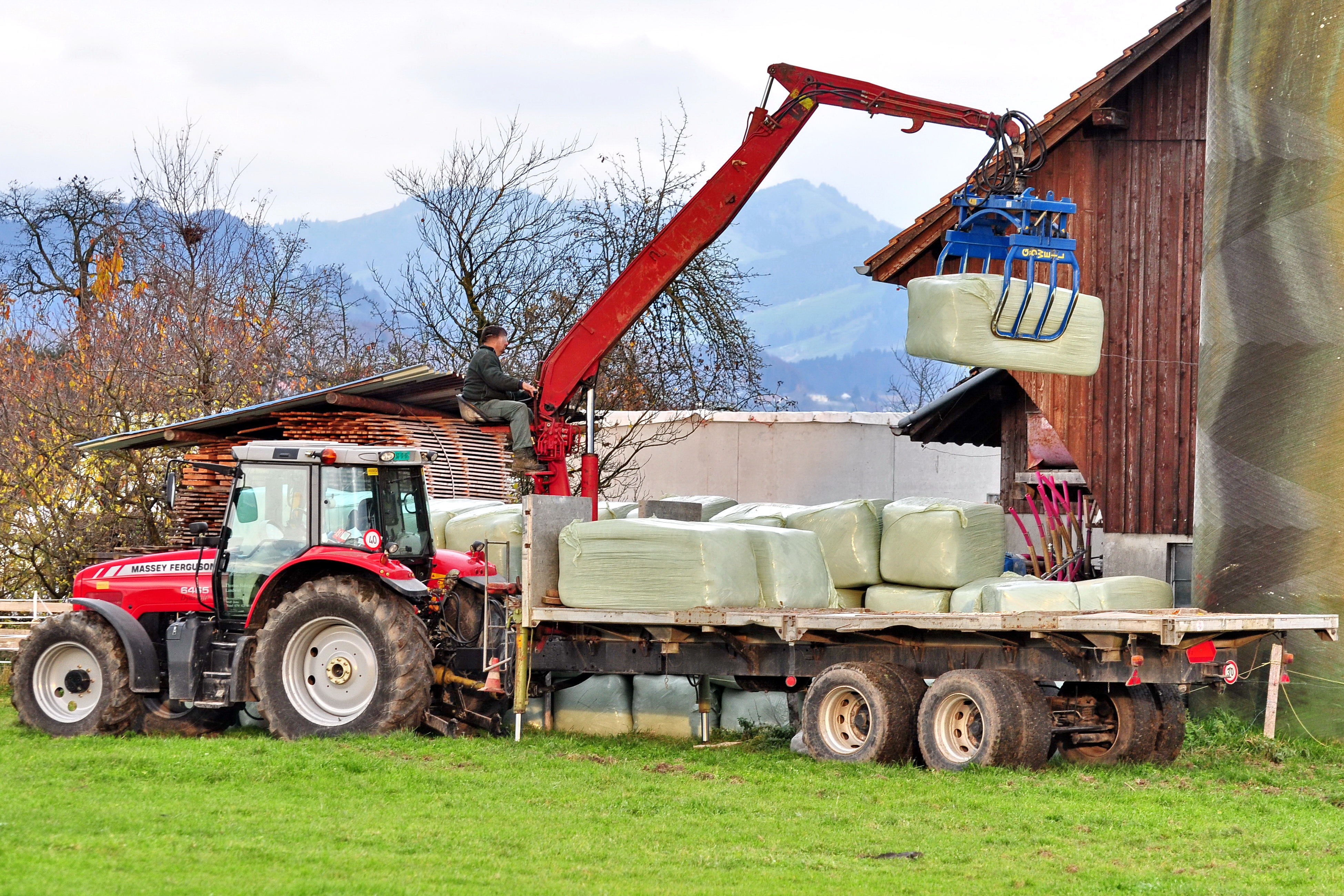
Silageballen werden von Transportanhänger abgeladen

Die Bereitung von Silage verläuft im Wesentlichen genauso wie die von Heu, jedoch ist der Trocknungsgrad geringer. Die Einlagerung erfolgte früher in Hochsilos aus Holz oder Stein/Beton.
Während anfangs dafür Greifer in Frage kamen, wurde später auf Gebläse, aber auch auf mobile Förderbänder zurückgegriffen. Damit waren die Weichen ab 1960 für den Ladewagen in der Erntekette gestellt. Mit der Entwicklung von selbstfahrenden Feldhäckslern Anfang der 1970er-Jahre wurde jedoch an die "Vorladewagenära" angeknüpft und die Silage gehäckselt auf einen Kipper geblasen. Um die gesteigerte Schlagkraft bei der Bergung ausnutzen zu können, wurde die Bodensilage weiterentwickelt und es wurden vermehrt befahrbare Flachsilos mit Betonwänden gebaut. Sie sind Standard der momentanen Silageerzeugung.
Eine weitere Entwicklung war der Folienschlauch, ein Schlauch aus luftdichter Folie mit ca. 2 – 3 Meter Durchmesser, der mit einer separaten Maschine zu befüllen werden kann.
Einen festen Platz in der Grassilagekonservierung haben die Siloballen. Die gepressten Rundballen werden dabei luftdicht in eine Folie eingewickelt. Voraussetzung dafür waren leistungsfähige Schlepper und hubstarke Frontlader, die beide ab etwa 1980 zur Verfügung standen.